# Charles Edward Wilson (Manager)

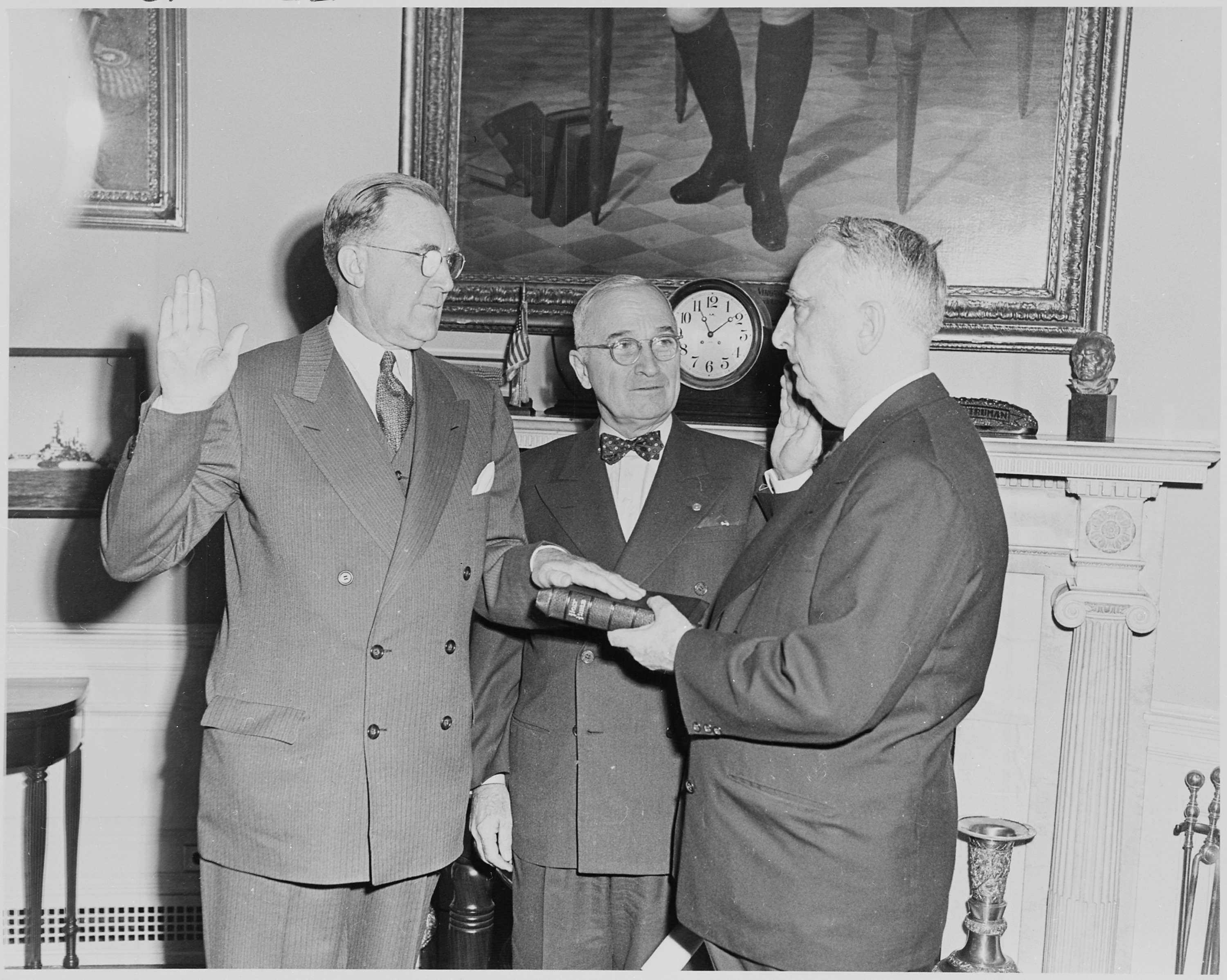
Charles Edward Wilson legt vor dem obersten Bundesrichter Fred M. Vinson den Amtseid ab als Direktor des Office of Defense Mobilization. In der Mitte US-Präsident Harry S. Truman. Weißes Haus, Oval Office, 21. Dezember 1950.

Charles Edward Wilson (* 18. November 1886 in New York City; † 3. Januar 1972 in Bronxville (New York)) war ein US-amerikanischer Wirtschaftsmanager, zwei Mal Präsident von General Electric (GE) und ein einflussreicher Politiker und Administrator unter drei US-Präsidenten.

## Karriere bei General Electric

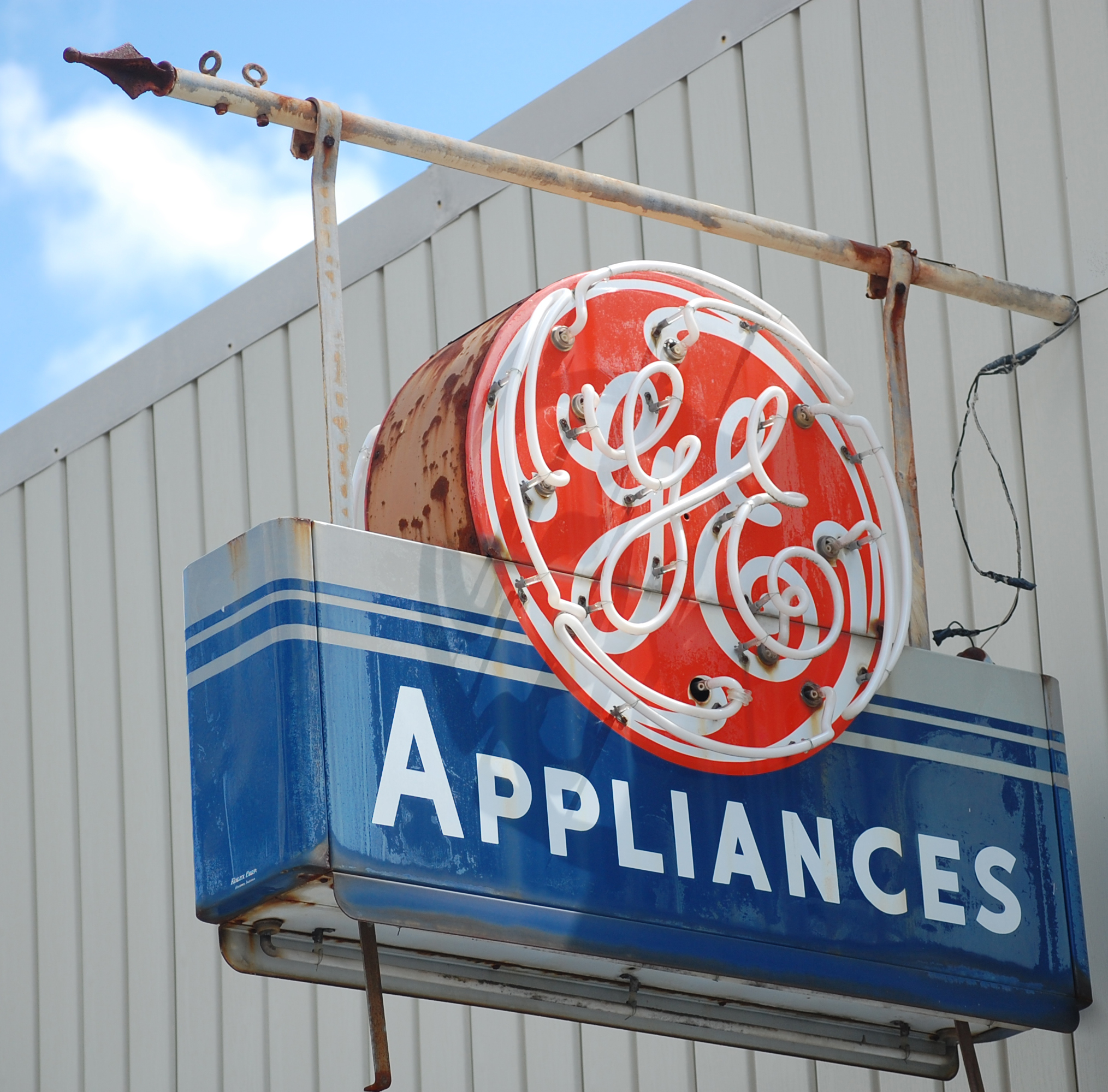
Alte Neonwerbung für General Electric Haushaltgeräte

Charles Edward Wilson wuchs in einfachen Verhältnissen in New Yorks Lower West Side auf. Als 1898 sein Vater verstarb, war er 12 Jahre alt. Er verließ die Schule und verdiente den Lebensunterhalt für seine Mutter und sich als Bürojunge.  Zu General Electric kam er, als sein Arbeitgeber, die Sprague Electrical Works, von GE übernommen wurde. Er wurde Fabrikarbeiter und bildete sich nachts in Buchhaltung, Ingenieurswesen und Mathematik weiter. Mit 21 Jahren war er stellvertretender Werkleiter.
1923 wurde er nach Bridgeport (Connecticut) versetzt wo er als Managing Engineer in der Produktion des Haushaltgeräte-Werks arbeitete. 1928 stieg er zum Assistenten des Vizepräsidenten der Handelsabteilung auf, seine erste Position mit einer Zuständigkeit im Gesamtkonzern. Bereits 1930 wurde er selber Vizepräsident mit Zuständigkeit für alle Haushaltgeräte. In diese Zeit fällt die Einführung von Kleingeräten wie Saftpressen, Standmixern oder der Dorchester-Kaffeemaschine. Eine neu geschaffene Position als Executive Vice President übernahm er im Dezember 1937. Seine steile Karriere beim größten Konzern in den USA gipfelte im Amt des Präsidenten, in das er 1940 auf Gerard Swope (1872–1957) folgte. Diese Tätigkeit übte er während zweieinhalb Jahren erfolgreich aus. 1942 stellte GE das erst Strahltriebwerk vor, entwickelt in weniger als einem Jahr. GE-Radartechnologie war für die Alliierten im Zweiten Weltkrieg von großer Bedeutung.

### War Production Board
Im Dezember 1941 traten die USA in den Zweiten Weltkrieg ein. Anfangs schlecht vorbereitet, setzte US-Präsident Franklin D. Roosevelt das War Production Board (WPB) als Koordinationsorgan ein, welches große Erfolge erzielte bei der Umstellung der Industrie von Friedens- auf Kriegsproduktion. Leiter wurde Donald M. Nelson. Auf Wunsch des demokratischen Präsidenten übernahm der Republikaner Wilson den stellvertretenden Vorsitz dieses Gremiums. Gerard Swope kehrte aus dem Ruhestand zurück um den Konzern erneut zu leiten. Wilson, obwohl vom Time Magazine als der „starke Mann des WPB“ bezeichnet fühlte sich zunehmend unwohl in diesem Amt, in dem er mit Intrigen zu kämpfen hatte, die auch darin begründet waren, dass es faktisch zwei gleichrangige Leiter gab. Ab Ende 1943 bemühte er sich mehrfach um seine Abberufung aus der Kommission. Roosevelt bat ihn, bis zum Sieg über Deutschland im Amt zu bleiben. Im Dezember 1944 trat Wilson schließlich zurück. Ebenfalls 1944 folgte Julias A. Krug Donald Nelson als Vorsitzender nach.
1945 übernahm Wilson erneut die Präsidentschaft von GE und blieb bis 1950 in diesem Amt. In seine Amtszeit fallen die Einführung des damals meistgebauten Düsentriebwerks General Electric J47 (1946) ebenso wie
der erste Kühlschrank mit separatem Gefrierfach (1947) oder ein Elektroofen-Set für Restaurants und Imbissstuben im gleichen Jahr.

### Truman-Kommission für Bürgerrechte
Roosevelts Nachfolger im Amt, Präsident Harry S. Truman, berief Wilson im Dezember 1946 zum Vorsitzenden einer temporären Kommission über Bürgerrechte. Das President's Committee on Civil Rights sollte Maßnahmen und neue Gesetze zum Schutz und zur Verbesserung der Bürgerrechte aller US-amerikanischen Staatsbürger vorschlagen. Die Kommission bestand aus insgesamt 15 Mitgliedern, unter ihnen der Sohn des verstorbenen Präsidenten, Franklin D. Roosevelt jr. Sie legte fristgerecht im Dezember 1947 einen 178-seitigen Bericht vor mit dem Titel "To Secure These Rights" („Um diese Rechte abzusichern“). Er ist eine „detaillierte und unverhüllte Aufforderung für eine Bürgerrechts-Gesetzgebung“ und damit auch eine der Grundlagen für die Abschaffung der Rassentrennung 1964 durch den späteren Präsidenten Lyndon B. Johnson.

### Leiter der Verwaltung für Verteidigungsproduktion

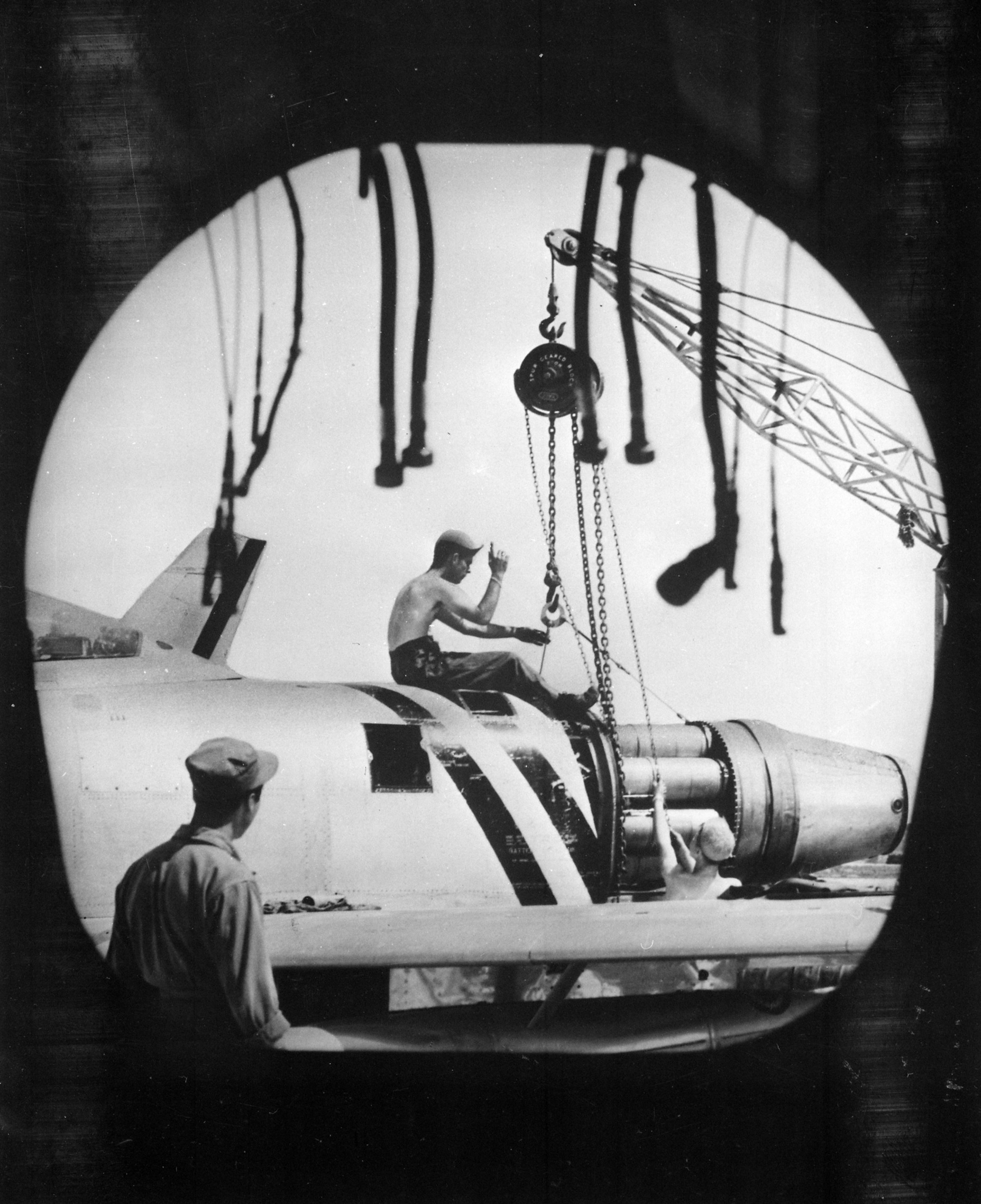
Austausch eines General Electric J47 Triebwerks an einem F-86A Sabre Kampfflugzeug in Korea (1951)

Nach dem Ende des Zweiten Weltkriegs ging Präsident Truman eine umfassende Reorganisation der Verteidigung an. Im Zuge dieser Neuordnung wurden 1947 aus dem ehemaligen Kriegs- (zuständig für Armee und Luftwaffe) und Marineministerium ein neues Verteidigungsministerium (Department of Defense, DOD) gebildet und neue Behörden gegründet: Das National Security Council (NSC), die Central Intelligence Agency (CIA) und das National Security Resources Board (NSRB). Neu sollte das DOD für militärische Operationen zuständig sein und das NSRB für die Koordination mit der Wirtschaft. Es kam zu indes zu Abgrenzungsproblemen zwischen diesen Behörden.
Als am 25. Juni 1950 der lange schwelende Korea-Konflikt im offenen Krieg mündete, war das NRSB zunächst wie vorgesehen zuständig für die Kontrolle von Preisen, Löhnen und die Rationierung seltener Rohstoffe. In der Folge kam es jedoch zu einigen Versorgungsengpässen, verbunden mit Hamsterkäufen und einer zeitweise massiven Inflation. Das NRSB schien außerstande, den bevorstehenden Zusammenbruch der Wirtschaft zu verhindern und gleichzeitig beschleunigte Rüstungsprogramme abzuwickeln. In dieser Situation sah sich Truman gezwungen, am 16. Dezember 1950 den nationalen Notstand auszurufen; gleichzeitig informierte er über eine neue Behörde, das von ihm zuvor per Executive Order eingesetzte Office of Defense Mobilization (ODM, wörtlich „Amt für die Mobilisierung der Verteidigung“) nach dem Vorbild des WPB im Zweiten Weltkrieg. Den Vorsitz trug er Charles E. Wilson an. Dieser hatte unter dem Vorbehalt akzeptiert, dass es eine klare Führung gebe und dass die Behörde direkt dem Präsidenten unterstellt würde. Faktisch machte ihn das zum mächtigsten Mann im Staat nach dem Präsidenten mit umfassenderen Vollmachten, als sie James F. Byrnes, der Leiter des Office of Economic Stabilization (OES) mit vergleichbaren Aufgaben, 1942 erhalten hatte. Wilson gab in der Folge alle seine Positionen in der Wirtschaft auf.
Es folgte eine Reorganisation in der alle Stellen, die mit der wirtschaftlichen Mobilisierung zu tun hatten, unter der ODM zusammengefasst wurden. Die daraus resultierenden Umbesetzungen führten zu Auseinandersetzungen mit den Gewerkschaften, welche in der Folge eine Zusammenarbeit verweigerten. 1951 gaben die USA wöchentlich 1 Mia. US$ für Kriegsmaterial aus, koordiniert von der ODM.
Das ODM konnte schließlich weniger weitreichende Maßnahmen vorschlagen als das WPB zuvor; die Einschränkungen waren jedoch spürbar. Wilson war erfolgreich, trat aber am 31. März 1952 aus Protest über Trumans Lohnpolitik zurück. Vorausgegangen war ein erbitterter Arbeitskampf in der Stahlindustrie. Truman hatte versucht zu vermitteln mit dem Ziel, einen Streik in einem kriegswichtigen Bereich zu verhindern. Zuständiges Amt war das Wage Stabilization Board (WSB, Lohnstabilisierungsbehörde), eine Abteilung des ODM. Dieses schlug im März 1952 eine Erhöhung des Stundenlohns um 16.5 Cent vor. Dem wollten die Stahlkonzerne nur zustimmen wenn die Regierung im Gegenzug höhere Preise garantierte. Der Kongress lehnte jede Lohnerhöhung ab und wollte die Arbeiter per Gesetz zur Arbeit zwingen. Als bis April 1952 keine Einigung im Lohnstreit erzielt werden konnte, ordnete Truman die Beaufsichtigung der Stahlbetriebe durch die Regierung an, faktisch eine Verstaatlichung. Dagegen gingen die entmachteten Unternehmen vor Gericht und erhielten im Juni 1952 vor dem Obersten Gericht Recht. In der Folge kam es zu einem 53 Tage andauernden Streik. Am Ende setzte die Gewerkschaft USWA ihre wesentlichen Forderungen durch.
Nach einer interimistischen Leitung berief Truman erst am 8. September 1952 Henry H. Fowler als Wilsons Nachfolger. Ende 1952 entzog der Kongress dem Wage Stabilization Board die meisten Befugnisse. Das ODM wurde 1958 mit anderen Behörden zum Office of Defense and Civilian Mobilization (ODCM, Amt für Verteidigungs- und Zivilmobilisierung) zusammengelegt.

### W. R. Grace & Co.
Nach seinem Rücktritt kehrte Wilson kurz zur General Electric zurück und übernahm danach den Vorsitz des Aufsichtsrats des Chemieunternehmens W. R. Grace & Co. 1956 ging er in den Ruhestand.

### Familie
Charles Edward Wilson war verheiratet. Das Paar hatte eine Adoptivtochter, Margaret.

### Späteres Leben
Wilson zog sich im Ruhestand weitgehend ins Privatleben zurück. US-Präsident Dwight D. Eisenhower hatte die Idee für ein kulturelles Studentenaustauschprogramm und lud am 11. September 1956 zu einer Konferenz ins Weiße Haus an der auch Bob Hope und Walt Disney teilnahmen. In der Folge wurde Wilson der erste Vorsitzende der People-to-People Foundation welche zum Ziel hat, internationale Freundschaft und Verständnis zu fördern. Die Organisation besteht bis heute. Seit 2002 richtet sie das PTPI Weltjugendforum aus. Zweigniederlassungen bestehen in Berlin und Kairo.
John G. Forrest schrieb in der New York Times: „Charles Wilson ist ein großer Mann nach jedem Maßstab: Physisch, moralisch oder mental.“
Charles Edward Wilson verstarb im Alter von 85 Jahren.

## Mitgliedschaft
1944 wurde Wilson in die American Academy of Arts and Sciences gewählt.

## Zitate
- „Ich habe vierzig Jahre gebraucht, um mich zum Präsidenten der General Electric hochzuarbeiten und nur vierzig Sekunden, um diesen Posten zu verlassen. Aber der Teufel war los und ich mußte dagegen etwas tun.“[1]
- „Ich bekenne, daß ich ein unheilbarer, aber realistischer Optimist hinsichtlich der Stärke Amerikas und seiner Produktionsfähigkeit bin.“[1]

## Trivia
In der Öffentlichkeit setzte sich für Charles Edward Wilson der Spitzname Electric Charlie durch, wohl um ihn besser von einem anderen Spitzenmanager zu unterscheiden: Engine Charlie („Motoren-Charley“) Charles E. Wilson (1890–1961); dessen „E.“ steht für "„Erwin“. Cast Iron Charlie („Gusseisen-Charley“) war der Übername des Ford-Managers Charles E. Sorensen (1881–1968).